# ان‌جی‌سی ۴۹۳
ان‌جی‌سی ۴۹۳ (انگلیسی: NGC 493) یک کهکشان مارپیچی میله‌ای در صورت فلکی نهنگ است. این کهکشان تقریباً ۹۰ میلیون سال نوری از زمین فاصله دارد و در ۲۰ دسامبر ۱۷۸۶ توسط ستاره شناس ویلیام هرشل کشف شد.